# المعرض الوطني الكندي
معرض كندا الوطني هو حدث سنوي يقام في تورنتو في أونتاريو في كندا خلال الـ 18 يوماً التي تسبق يوم العمال الكندي الذي يوافق أول يوم إثنين من شهر أيلول (سبتمبر). يعتبر هذا المعرض الأكبر من نوعه في كندا وخامس أكبر معرض في أمريكا الشمالية، حيث وصل عدد زواره إلى 1.5 مليون زائر. نُظّم أول معرض وطني كندي عام 1879، وذلك لتعزيز الزراعة والتكنولوجيا في كندا. حيث عرض علماء الزراعة والمهندسون والعلماء اكتشافاتهم واختراعاتهم في المعرض لعرض أعمال ومواهب الأمة. بعد أن نمت كندا كدولة، تغيّر المعرض بمرور الوقت أيضاً جرّاء التطور في التنوع والابتكار، على الرغم من أن الزراعة والتكنولوجيا تبقيات جزءاً كبيراً من محتوى المعرض اليوم. ويعتبر المعرض تقليداً أسرياً سنوياً للكثير من الناس في منطقة تورنتو الكبرى.

## الموقع
يقام المعرض في أرض المعارض ومساحتها 78 هكتار، على طول الواجهة البحرية على ضفاف بحيرة أونتاريو وغرب وسط مدينة تورنتو. يضم هذا الموقع العديد من المباني والإنشاءات، صنّفت العديد منها على أنها مبانٍ هامة في إطار «قانون التراث في أونتاريو». تقام في الموقع العديد من فعاليات الموسيقى الحية في الهواء الطلق. سمّيت جميع الطرق على أسماء المقاطعات والأقاليم الكندية. يتضمن الموقع ملعب كرة قدم وحدائق ونوافير والساحات وحديقة ورد وتماثيل ومواقف سيارات.
كان الموقع سابقاً أرض احتياطية للجنود البريطانيين، ثم للعسكريين الكنديين، كما كان موقع حصن فرنسي في القرن الثامن عشر. أُزيلت الغابات من المنطقة في أوائل القرن التاسع عشر لاستخدامها من قبل حامية تورنتو في فورت يورك. تم الإذن للمعرض باستخدام جزء من الموقع في عقد 1870 ثم لاستخدام الموقع بأكمله في عقد 1920. أما في عقد 1950، تم توسيع الموقع ليمتد إلى جنوب بحيرة شور بوليفارد، في حين تم تقليص مساحته من الحدود الشمالية لإنشاء غاردينير إكسبريسواي.